# Makeness Kipps
Die Makeness Kipps, auch Shieldgreen Kipps, sind ein Hügel mit zwei beieinanderliegenden Kuppen in den Moorfoot Hills. Er liegt nahe dem Westrand der Hügelkette. Seine 587 und 583 m hohen Kuppen befinden sich in der schottischen Council Area Scottish Borders. Eine weitere 563 m hohe Kuppe liegt nördlich.
Die Makeness Kipps erheben sich jeweils rund fünf Kilometer nordöstlich von Peebles und südöstlich von Eddleston. Seine Hänge sind als Teil des Glentress Forests weitgehend bewaldet. Die Schartenhöhe der Makeness Kipps beträgt 57 Meter.

## Umgebung
Entlang seiner Westflanke verläuft der Oberlauf des Soonhope Burn, der am benachbarten Cardon Law entspringt. Südöstlich grenzen die Dunslair Heights an; nordöstlich der Totto Hill.
An der Südflanke der Makeness Kipps finden sich die Ruinen von Shieldgreen Tower. Die Familie Stoddart ließ das Tower House im 16. Jahrhundert erreichten. Mitte des folgenden Jahrhunderts ging es an den Earl of Tweeddale über. Die Ruinen sind als Scheduled Monument denkmalgeschützt. Nordöstlich soll sich der Brunnen zur Versorgung des Tower House befunden haben. Nachdem er Mitte des 19. Jahrhunderts noch beschrieben wurde, konnte der Brunnen bei einer Begehung rund 100 Jahre später nicht mehr aufgefunden werden.